# Västromerska riket
Västromerska riket var den del av det romerska riket som efter delningen 395 lydde under kejsaren i Rom och som är en sentida benämning (latin: Imperium Romanum Pars Occidentalis) eller Västrom. Det är en historiografisk term för det romerska kejsardömets västligare provinser under de perioder då de administrerades av en separat kejsare från de östligare provinserna, då kallade det Östromerska riket. "Västromerska riket" och "Östromerska riket" är inte samtida termer, utan mer moderna benämningar för två stater som var de facto självständiga, men det fanns egentligen ingen punkt då romarna själva såg kejsardömet som indelat i två separata stater, snarare en enda stat som regerades över av två kejsare på grund av nödvändighet (mer än en kejsare åt gången var inte ett okänt koncept i romarriket).
Idén om att riket omöjligen kunde kontrolleras av endast en kejsare etablerades av Diocletianus efter ett flertal inbördeskrig och det kaos som uppstått till följd av romerska krisen på 200-talet. Konceptet förverkligades i romersk lag då tetrarkin introducerades 285. Den västliga rikshalvan kom att periodvis återinkorporeras i den östliga och återskapas fram till 395 då delningen blev permanent i och med delningen mellan Theodosius I:s söner Honorius och Arcadius. Denna delning hade säkerligen likt tidigare delningar i väst och öst inte varat permanent om det inte varit för de senare invasionerna av diverse germanska folk och dessas effekt på det västromerska riket.
Allt eftersom de provinser som Västromerska riket kontrollerade gradvis försvann ur romarnas grepp reducerades också den makt som den västromerske kejsaren kunde frambringa. Den siste kejsaren att härska i Italien, Romulus Augustulus, var knappt mer än en "marionettkejsare" för de germaner som egentligen hade kontrollen över Italien och avsattes 476 av germaner under ledning av Odovakar. År 476 är det år i traditionell europeisk historieskrivning som markerar slutet för det Västromerska riket och början på medeltiden.

## Historia

### Tetrarkin och bakgrund

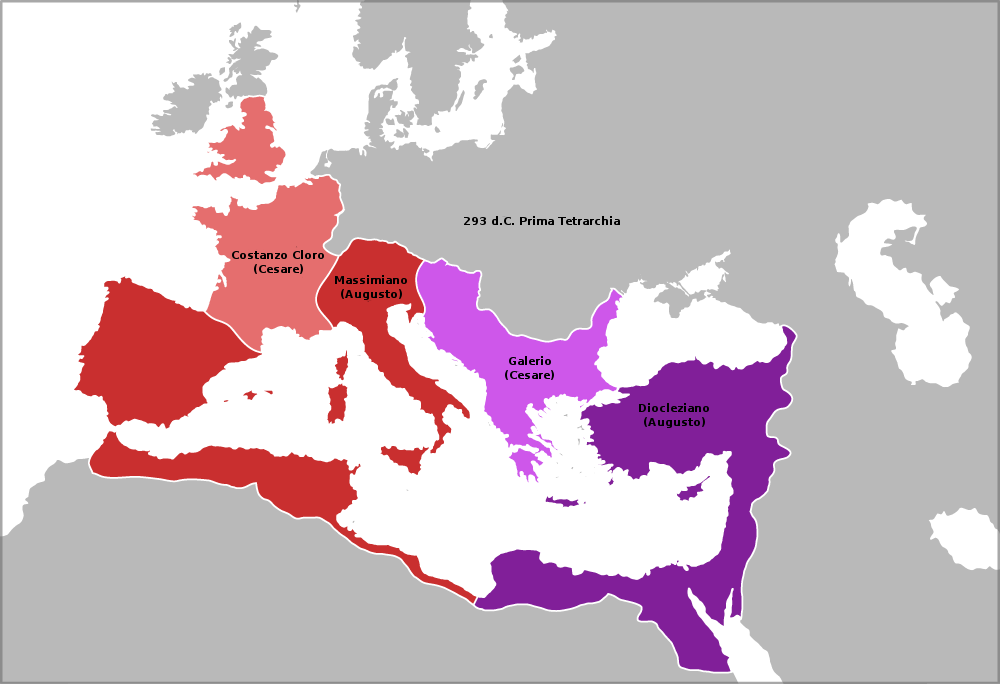
Tetrarkin under Diocletianus. De delar som härskas över av den västliga kejsaren och dennes Caesar (i tetrarkin en titel som är under den kejserliga titeln Augustus) i rött.

Tetrarkin var det regeringssystem som skapades av den romerske kejsaren Diocletianus efter romerska krisen på 200-talet, en period av inbördeskrig och politisk instabilitet som nästan innebar slutet för romarriket. Diocletianus ansåg att romarriket hade växt för stort för att effektivt kunna kontrolleras av en enda central regering med en kejsare. Särskilt nyheter och transport kunde vara problem då det kunde ta lång tid (för lång tid i vissa fall) för nyheter om t.ex. en attack att nå huvudstaden. Att istället dela upp kejsardömet i mindre administrativa enheter under egna kejsare, men ändå som del av ett och samma rike, genomfördes av Diocletianus 285 och fullbordades med Maximianus tillträde som Augustus över de västliga provinserna. Västroms huvudstad blev Mediolanum (dagens Milano), staden Rom hade sedan länge slutat vara den centrala huvudstad det varit under tidigare århundraden och var egentligen endast viktigt rent symboliskt. Huvudstadens byte hade också som avsikt att flytta administrationen och regeringen närmare gränsen, då Västrom i stort sett genomgick konstanta krig och kejsaren behövde ha nyheter om vad som föregick kring rikets gränser snabbt.
Tetrarkin kom att upplösas av Konstantin den store när denne tog kontroll över hela romarriket, men det delades återigen efter dennes död, bara för att senare återförenas. En sådan process genomgicks ett par gånger, med kejsare som tog och förlorade makten, innan den slutgiltiga delningen 395.

### Den slutgiltiga delningen

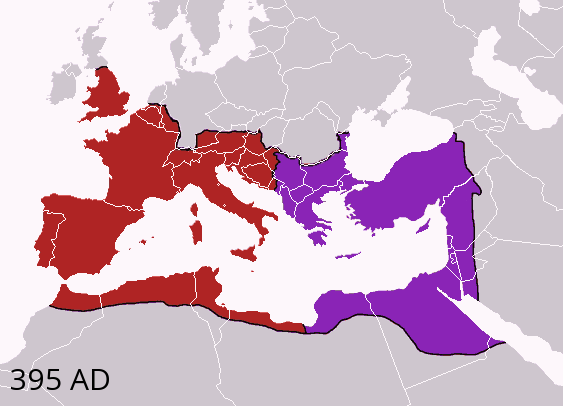
Romarrikets delning 395 vid Theodosius I:s död. Gränserna är illustrerade ovanpå moderna länders gränser.

Kejsaren Theodosius I var den siste romerske kejsare som regerade över båda rikshalvorna. Efter att ha besegrat den Västromerske kejsaren Eugenius år 394 hade han kontroll över både Väst och Öst mycket kort till sin död 395, varpå hans två söner ärvde varsin hälft. Den yngre sonen Honorius ärvde Västrom och den äldre sonen Arcadius ärvde Östrom. Båda var fortfarande minderåriga och inte kapabla att regera effektivt över kejsardömet och andra regenter tog hand om rikenas politik fram till att de blivit gamla nog. Honorius placerades under Flavius Stilicho och Rufinus blev regent för Arcadius. Dessa två var bittra rivaler och deras oförmåga att komma överens utnyttjades av den visigotiska ledaren Alarik I som gjorde uppror efter Theodosius I:s död. Ingen av de två regenterna kunde få upp tillräckligt starka styrkor för att besegra Alarik och båda försökte använda honom mot den andra halvan. Alarik försökte själv etablera ett eget territorium, men lyckades aldrig.
Stilicho försökte försvara Italien och drog tillbaks trupper från fronten vid floden Rhen, vilket lät germaner, bland andra vandalerna, alanerna och sveberna, att invadera i stora antal. Stilicho hade blivit relativt impopulär och mördades 408. Samtidigt som Östrom började en långsam återhämtning och befästning började Västrom kollapsa helt och hållet. År 410 anföll och plundrade Alariks män staden Rom, som trots sin minskade betydelse fortfarande hade kvar sin symboliska vikt.

### Västroms nedgång och fall

Västrom (blått) och Östrom (rött) 476. Exklaven i Gallien benämns oftast som Kungariket Soissons, särskilt efter Västroms fall, och exklaven i Nordafrika benämns oftast som Kungariket Altava, vars egentliga storlek är okänd.

Det Västromerska riket var betydligt mer utspritt än det östromerska och inte lika urbaniserat. Östern var betydligt rikare då kejsare som Konstantin den store och Constantius II hade investerat mycket i österns ekonomi. Östrom hade råd med stora arméer av professionella soldater samt möjligheten att öka mängden soldater med inköpta legosoldater, en möjlighet som Västrom saknade. Även om de led svåra förluster kunde Östrom ofta betala sina fiender så att de höll sig borta. Konstantinopel var väl befäst och låg på flera viktiga handelsvägar, till skillnad från städer såsom Mediolanum och Ravenna.
Västroms viktigaste militära område hade varit norra Gallien och fronten vid floden Rhen, men efter att Theodosius I tagit kontroll över riket behövdes soldater allt mer för att försvara Italien vilket innebar att armén inte kunde bidra med det skydd och militära stöd som behövdes mot de nordliga germanerna. Västroms resurser blev allt mer mindre och mindre och bristen på soldater tvingade regeringen att förlita sig på barbariska generaler mot betalning, som riket ofta hade svårigheter att betala. Detta ledde i sin tur att de lockade barbariska generaler och arméer med land för bosättning vilket i sin tur innebar att kejsardömet fick mindre skatt och blev mer och mer oförmöget att upprätthålla armén. 

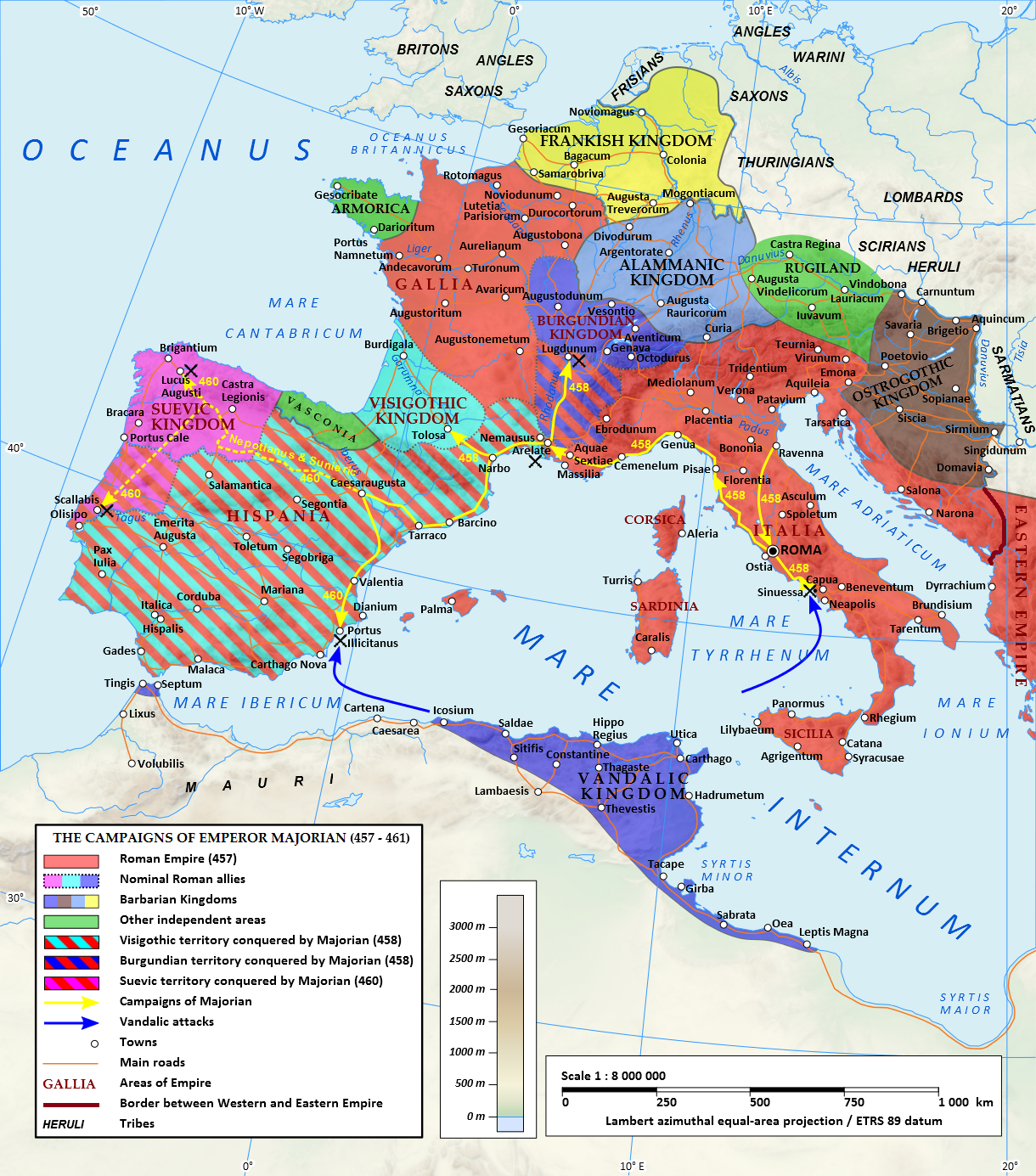
Kejsare Majorianus fälttåg. Under sin fyra år långa regeringstid 457 - 461 lyckades Majorianus återta det mesta av Hispania och Gallien samt åter göra Visigoterna, burgunderna och sveberna till foederati.

Centralmakten blev allt svagare och Västrom förlorade snabbt kontrollen över sina gränser och provinser samt medelhavet. När väl vandalerna tagit kontrollen över Nordafrika, en av rikets viktigaste provinser och den huvudsakliga platsen för produktionen av det spannmål som konsumerades i Italien, kollapsade den romerska ekonomin och rikets institutioner gradvis. 
De sista försöken på en återgång till direkt västromersk kontroll utanför Italien och Illyrien genomfördes under kejsaren Majorianus, som återtog Gallien från upprorsmakare samt Hispania från visigoterna, vilka han åter gjorde till foederati, under militära fälttåg år 459. Majorianus hade även planer på att återta Nordafrika från vandalerna och byggde en stor flotta på trehundra skepp för att invadera Afrika. Detta skrämde vandalerna så pass mycket att de förstörde landområden i Mauretanien, deras eget territorium, för att de misstänkte att romarna tänkte landstiga där. Planen, trots att den var väl förberedd, genomfördes aldrig då invasionsflottan förstördes av förrädare, troligen betalda av vandalerna. Majorianus avsattes, torterades och dödades av Ricimer, vars inflytande över Västrom var mycket stort, år 461, efter att Ricimer övertygat senaten om att detta var nödvändigt.  
År 475 drevs kejsaren Julius Nepos ut ur Ravenna av Orestes, en tidigare sekreterare för Attila, som utnämnde sin egen son Romulus Augustulus som kejsare. 476 vägrade Orestes ge germanen Odovakar och herulerna status som foederati vilket ledde till en invasion som slutade med Orestes död och Romulus Augustulus avsättning, Odovakar gjorde sig själv till härskare över Italien, nominellt vassal till Julius Nepos på order från den Östromerska kejsaren. Isolerade områden av "västromersk" kontroll fortsatte att existera efter 476, men Italien, Västroms kärna, var nu kontrollerad av barbarer och romarrikets kontroll över västra Europa var i princip över.

## Efter Västrom

### Det Västromerska rikets efterföljare och rumpstater

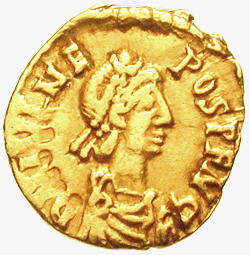
Tremissis avbildande kejsaren Julius Nepos.

Julius Nepos, den näst siste Västromerska kejsaren, tidigare avsatt till förmån för Romulus Augustulus, fortsatte att kalla sig för "kejsare" trots att han endast kontrollerade provinsen Dalmatia. Nepos fick skatt betald till sig från germanerna i Italien på order från den östromerske kejsaren Zeno, som erkände hans position som kejsare över Västrom. Det Västromerska riket fortsatte att existera efter 476 fram till 480, fast mer av ren formalitet än som den egentliga stat det en gång representerade. Efter Nepos död 480 fanns det i princip ingen romersk kontroll kvar över de områden som lagligen skulle omhändertas av den västliga kejsaren och Zeno, som insåg att romersk kontroll inte fanns kvar ens i Italien, förkunnade att det Västromerska riket var över och utnämnde sig själv som den enda romerska kejsaren. Han erkände även germanen Odovakar som dux av Italien ("Dux Italiae", "hertig av Italien"), senare utnämnde Odovakars germanska foederati Odovakar till kung över Italien, "Rex Italiae".
Även Kungariket Soissons, beläget i nuvarande Frankrike, var en efterföljare till Västrom och leddes av Syagrius, militär överbefälhavare över Gallien, i ytterligare 10 år efter Italiens fall, fram till 486. Han var känd hos germanerna som "Romarnas kung" och hävdade under hela sin regeringstid att han enbart ledde en romersk provins, inte ett självständigt rike. 486 invaderade frankerna under kung Klodvigs riket vilket ledde till dess slut och så småningom Syagrius död.
Det finns även spår efter en möjlig efterföljande stat i den tidigare romerska provinsen Mauretania Caesariensis på sent 400-tal fram till sent 600-tal. En inristning från en fortifikation i ruinstaden Altava från år 508 identifierar en man vid namn Masuna som kung över "Regnum Maurorum et Romanarum", "Morernas och Romarnas kungarike". Det är dock oklart om hans kungarike var en direkt efterföljande stat till Västrom som lyckats motstå vandalerna eller om det först skapades då vandalernas makt över Nordafrika förtvinade. Det är möjligt att Masuna är samma person som "Massonas" som nämns som att ha allierat sig med det Östromerska riket mot vandalerna år 535. Det Mor-Romerska riket kallas oftast för "Kungariket Altava" efter den förmodade huvudstaden och levde kvar i en form eller en annan tills de islamska invasionerna av Nordafrika, även om hur "romerskt" riket egentligen var kan ifrågasättas.
Bland de mer uppenbara efterföljande institutionerna kan positionen som påve tas upp, en ställning som har sitt ursprung i det romerska riket men som fortsatte även under "barbarernas" kontroll över Italien och än idag. Bland påvens titlar finns "Pontifex Maximus", den titel som tidigare använts för överhuvudena av den romerska religionen innan kristendomen blev statsreligion. Även den romerska senaten överlevde Västroms fall och dess auktoritet ökade till nivåer som den inte varit på länge under Odovakar och senare under ostrogoterna. Bland annat kan det nämnas att senaten år 498 installerade Symmachus som påve trots att både Kung Theoderik av Italien och den östromerska kejsaren Anastasius stödde den andra kandidaten, Laurentius. När exakt senaten försvann är oklart, det är känt att institutionen fanns kvar långt in på 500-talet, då de 578 och 580 skickade gåvor till den östromerska kejsaren Tiberius II i hopp om hjälp mot de invaderande lombarderna. År 630 byggdes senatens hus, Curia Iulia, om till en kyrka under påven Honorius I, förmodligen med tillåtelse från den östromerska kejsaren Heraclius.

### Barbarrikena

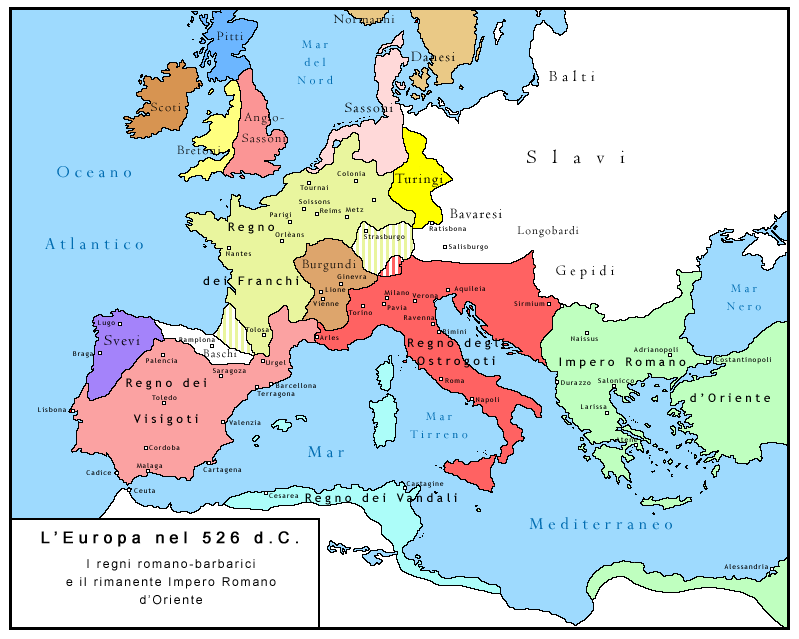
Europa under de s.k. "barbarrikena" år 526, femtio år efter Västroms fall och endast några år innan Östroms återerövring av mycket av det tidigare Västromerska riket.

Termen "barbarrikena" refererar till de germanska riken som bildades i det territorium som tidigare tillhört Västrom. De markerar tillsammans med Västroms slut övergången från senantiken till medeltiden och ersatte gradvis det romerska systemet, främst i det tidigare västromerska prefekturerna Gallien och Italien, under 500- och 600-talet.
Ett av de viktigare rikena under den tidiga medeltiden var Frankerriket, som på sikt skulle utvecklas till det Karolingiska riket under Karl den store på 800-talet (den förste att återigen använda sig av titeln "kejsare" i Västeuropa) och senare Kungariket Frankrike och det Tysk-romerska riket (som trots namnets antydan saknade egentlig koppling till det egentliga romerska riket). Även Visigoternas rike, Kungariket Italien (under ostrogoterna) och vandalriket var större och viktiga s.k. "barbarriken". Ostrogoternas Italien och Vandalernas rike återerövrades av Östrom på 550-talet och Visigoterna föll så småningom till islams utbredning på 700-talet.
Dessa riken var till en början foederati, riken bildade för att kunna utnyttja germanernas krigare i utbyte mot rätten att bosätta sig inom rikets gränser, och var nominellt vasaller och klientstater till den västromerska kejsaren, även om de var de facto självständiga. Även efter Västroms fall såg de sig själva i alla fall nominellt som romerska vasaller, då till den kvarvarande östromerske kejsaren. Bland annat var det vanligt att "barbarrikena" fortsatte mynta mynt i den östromerske kejsarens namn långt in på 500-talet för att bevara någon form av kontinuitet. Relationerna mellan barbarrikena och den romerska administrationen var inte nödvändigtvis dåliga, exempelvis gavs frankernas kung Klodvig titeln konsul av den östromerska kejsaren Anastasios I efter Slaget i Vouillé år 507.  Kopplingarna och relationerna mellan "barbarrikena" och den östromerska administrationen blev allt svagare allt eftersom tiden gick och verkar i stort sett varit försvunna under 600- och 700-talet då dessa riken övergick till det system av feodalism som är karaktäristiskt för den europeiska medeltiden

### Det östromerska riket

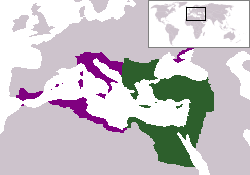
Det östromerska, eller "bysantinska", riket som störst efter kejsaren Justinianus erövringar. Stora områden som tidigare kontrollerats av det västliga hovet innan 476, här i lila, återerövrades mellan 533 och 554.

Det östromerska riket, ofta benämnt som det "bysantinska riket" efter det västromerska rikets fall för att skilja på antikens Rom och den medeltida staten, fortsatte i dagens Grekland och Turkiet fram tills 1453, då det blev erövrat av osmanerna i och med Konstantinopels fall.
Under 500-talet, under kejsaren Justinianus I, återtog det östromerska riket stora delar av det tidigare västromerska riket, inklusive Nordafrika och Italien (även staden Rom och Västroms tidigare huvudstad Ravenna) men på grund av åtskilliga orsaker, bland annat den sköra politiska situationen i Östroms hjärtland (dagens Grekland och Turkiet), den justinianska pesten och åtskilliga krig på olika fronter förlorades de västliga provinserna återigen, fast denna gång betydligt mer gradvis. Det östromerska/bysantinska riket regerade fortfarande över delar av Italien fram till sent 1000-tal. 

### Försök till återupprättning
Sedan rikets fall under sent 400-tal genomfördes åtskilliga försök att återigen upprätta en "kejsare i väst". Det tidigaste försöket att åter kröna en västromersk kejsare var troligen då ostrogoterna erbjöd att göra den östromerska generalen Belisarius till västlig kejsare. Belisarius hade under flera år stridit mot germaner i det tidigare västromerska riket på order från kejsaren Justinianus för att genomföra Restauratio imperii, att återföra de förlorade västliga provinserna till romersk kontroll. Belisarius hade redan erövrat Nordafrika från vandalerna och tagit stora delar av Italien (inklusive staden Rom) i kejsarens namn och belägrade den ostrogotiska (och tidigare västromerska) huvudstaden Ravenna år 540. Ostrogoterna försökte undvika att förlora sitt rike genom att erbjuda Belisarius titeln "västromersk kejsare" och att svära sin trohet till honom. Belisarius låtsades acceptera för att kunna gå in i staden, och marscherade in med sina soldater. Erbjudandet hade gjort kejsaren Justinianus misstänksam, då dennes avsikt var att ett enat romerskt rike skulle kontrollera de tidigare provinserna, och han beordrade att Belisarius skulle återvända österut. Belisarius återvände till öst med goternas skatter, deras infångade krigare och deras kung Witigis.
Vid slutet av den östromerska kejsaren Tiberius II:s regeringstid år 582 hade kejsardömet fortfarande kontroll över relativt stora delar av det tidigare västromerska riket efter Justinianus erövringar. Mycket av Italien, Spanien och Nordafrika kontrollerades fortfarande av kejsaren i Konstantinopel. Tiberius valde två personer, generalen Mauricius och Germanus, guvernör över Afrika, till sina Caesar och gifte bort två döttrar till dem. Germanus hade tydliga kopplingar till de västligare provinserna och Mauricius hade kopplingar till de östligare. Det är möjligt att Tiberius hade planer på att dela sitt rike mellan båda vid sin död och på så sätt återupprätta konceptet om en västlig och en östlig administrativ indelning av kejsardömet. Om dessa planer fanns förverkligades de aldrig. Vid Tiberius död ärvde Mauricius hela riket då Germanus vägrat ta tronen.

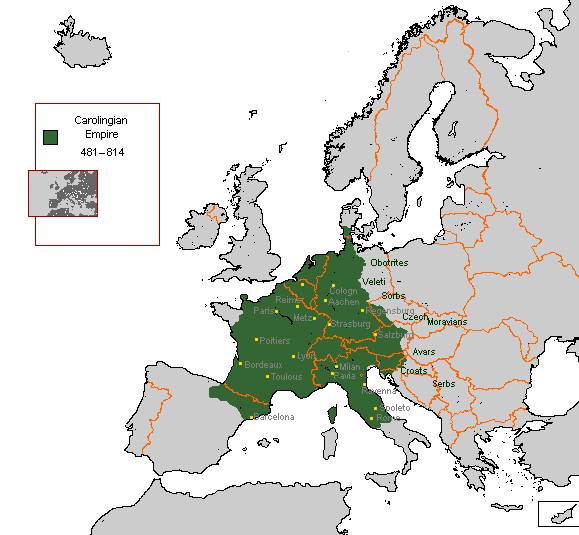
Karl den Stores "romerska och frankiska kejsardöme".

Påven Leo III:s kröning av Karl den Store av frankerna som "kejsare över romarna" år 800 kan ses som ett försök att återupprätta en västromersk stat, men genomfördes snarare i ett försök att skapa ett enat kristet rike i Västeuropa och minska den östromerska statens inflytande över kontinentens västligare delar. Karl den Stores rike gick under många namn under sin tid, bland annat Universum regnum ("hela riket"), Romanorum sive Francorum imperium ("Romarnas och frankernas kejsardöme"), Romanum imperium ("det romerska kejsardömet") och även Imperium christianum ("det kristna kejsardömet"). Idag kallas riket oftast för det karolingiska riket. Långt efter det karolingiska rikets fall 888 kröntes Otto, kung över Tyskland och Italien, år 962 till Romanorum imperator ("romersk kejsare") av påven. Hans rike, Sacrum Romanum Imperium Nationis Germanicæ ("det heliga romerska riket av tysk nation") kallas oftast för det tysk-romerska riket. Båda dessa riken kan ses som försök att upprätta en mer eller mindre enad kristen stat i Västeuropa, inte helt olikt det Västromerska riket. Den konstantinska donationen, ett förfalskat dokument gjort av påvarna på 700-talet för att stärka sin auktoritet, påstods ha skrivits av kejsaren Konstantin den store på 300-talet och skulle gett påven auktoritet som västromersk kejsare och möjligheten att kröna nya sådana och spelade en central roll inom Karl den Stores och Otto I:s kröningar. Att dokumentet var förfalskat innebär att påven egentligen inte hade auktoritet att kröna någon till "romersk kejsare", men påvens centrala roll inom kristendomen och de nya "romerska rikenas" styrka gjorde det svårt för samtida stater att ifrågasätta detta, även om den östromerska, eller "bysantinska", staten vägrade erkänna någon av de nya kejsarna som "romerska". 

## Västromerska kejsare

### Tetrarkin (286–313)
- Maximianus år 286–305
  - Constantius I Chlorus år 293–305
- Constantius I Chlorus år 305–306
  - Severus II år 305–306
- Severus II år 306–307
  - Konstantin den store år 306–313
- Maxentius/Maximianus år 307–308
- Licinius år 308–313
  - Maxentius år 308–312 (troninkräktare)
  - Domitius Alexander år 308–309 (troninkräktare)

### Den konstantinska dynastin (313–363)
- Konstantin den store år 306–337 (kejsare över hela det romerska kejsardömet 324–337)
- Konstantin II år 337–340 (kejsare över Gallien, Britannien och Hispania)
- Constantius II år 337–361 (kejsare över östromerska riket 337–353, kejsare över hela kejsardömet 353–360)
- Constans år 337–350 (kejsare över Italien och Afrika 337–340, kejsare över hela Västrom 340–350)
  - Magnentius år 350–353 (troninkräktare)
- Julianus Apostata år 355–363 (kejsare över Västrom 355–361, kejsare över hela kejsardömet 361–363)

### Icke-dynastiska (363–364)
- Jovianus år 363–364

### Den valentinianska dynastin (364–392)
- Valentinianus I år 364–375
  - Gratianus år 367–375 (medkejsare)

- Gratianus år 375–383
  - Valentinianus II år 375–383 (medkejsare)
- Valentinianus II år 383–392
  - Magnus Maximus år 383–388 (troninkräktare)

### Icke-dynastiska (392–394)
- Eugenius år 392–394

### Den theodosianska dynastin (394–455)
- Theodosius I år 394–395 (kejsare över hela kejsardömet, den sista kejsare att regera över båda de administrativa delarna)

Vid Theodosius I död 395 delades riket upp för sista gången mellan hans två söner Honorius och Arcadius. Den yngre sonen Honorius ärvde Västrom, som vid det här laget hade fått en allt mer minskad betydelse, och den äldre sonen Arcadius ärvde Östrom. Kejsardömet fortsatte som två separata, men sammanlänkade, administrativa indelningar fram tills Västroms fall. 395 ses därav oftast som den sanna början av det Västromerska riket, även om denna indelning och systemet bakom den hade existerat sedan 285.
- Honorius år 395–423
  - Constantius III år 421 (medkejsare)
  - Konstantin III år 407–411 (troninkräktare)
  - Attalus år 409–410/414–415 (troninkräktare)
  - Jovinus år 411–412 (troninkräktare)
- Valentinianus III år 425–455
  - Joannes år 423–425 (troninkräktare)

### Icke-dynastiska - Västroms sista kejsare (455–480)
- Petronius Maximus år 455 (inte erkänd av Östrom)
- Avitus år 455–456 (inte erkänd av Östrom)
- Majorianus år 457–461
- Severus (Libius Severus) år 461–465 (inte erkänd av Östrom)
- Anthemius år 467–472
- Olybrius år 472 (inte erkänd av Östrom)
- Glycerius år 473–474 (inte erkänd av Östrom)
- Julius Nepos år 474–475 (i exil i Dalmatia 475–480)
- Romulus Augustulus år 475–476 (inte erkänd av Östrom)

När det västromerska riket till slut föll år 476 återstod inte mycket av det stora territorium det regerat över mindre än 100 år tidigare. "Barbariska" stammar, främst germaner såsom öst- och västgoter, franker och vandaler kontrollerade stora delar av de landområden som tidigare kontrollerats direkt av romarna. Dessa, juridiskt sett vasaller till den romerska kejsaren, var egentligen fullständigt självständiga och kan inte ses som egentliga efterföljare till detta rike. Dock återstod delar av Västrom fortfarande efter att östgoterna tagit kontroll över Italien. Den näst-sista västromerska kejsaren Julius Nepos (som avsattes till förmån av Romulus Augustulus i Italien, som Nepos och Östrom hävdade var en troninkräktare sedan dess) härskade över provinsen Dalmatia fram tills sin död 480 och var nominellt överhuvudet över det östgotiska riket i Italien (som betalade tribut till honom) även om hans egentliga kontroll inte sträckte sig utanför Dalmatia. Han erkändes som västromersk kejsare av den östromerska kejsaren Zeno, och titeln som västromersk kejsare togs först ur bruk efter Nepos död.